# تریتوون (نبراسکا)
تریتوون(به انگلیسی: Terrytown) شهری در ایالت نبراسکا کشور ایالات متحده آمریکا است که جمعیت آن در سرشماری سال ۲۰۱۰ میلادی، ۱٬۱۹۸ نفر بوده‌است.

## موقعیت جغرافیایی
موقعیت جغرافیایی شهرها و مناطق اطراف به شرح زیر است: